# Schron w Paoli
Schron w Paoli (malt. Xelters f’Paola, ang. WWII Paola Shelter) – schron na Malcie z okresu II wojny światowej, położony w bezpośrednim sąsiedztwie kościoła św. Ubaldeski w miejscowości Paola. Schron został zbudowany na początku lat czterdziestych XX wieku i służył mieszkańcom Paoli w czasie niemieckich nalotów na Maltę. Posiadał trzy wejścia. Do dziś zachowały się oryginalne napisy oraz nisze na lampy.
Obiekt jest wpisany na listę National Inventory of the Cultural Property of the Maltese Islands pod numerem 00054.